# Diego Pérez (piłkarz)
Diego Fernando Pérez Aguado (ur. 18 maja 1980 w Montevideo) – urugwajski piłkarz występujący na pozycji pomocnika.
Pérez w wieku 19 lat, przeszedł do lokalnego Defensor Sporting, gdzie od razu wywalczył sobie miejsce w pierwszym składzie. Grał tam przez cztery lata, ale w tym czasie z klubem nie osiągnął większych sukcesów. W 2003 roku odszedł do mistrza Urugwaju - CA Peñarol. Jednak jego nowej drużynie nie udało się obronić tytułu wywalczonego przed rokiem. Wtedy przez cały sezon Pérez rozegrał tylko 13 spotkań w barwach pierwszej drużyny. Postanowił więc odejść do AS Monaco. Po przyjściu o miejsce w wyjściowej jedenastce, na swojej pozycji musiał rywalizować z Lucasem Bernardim i Akisem Zikosem. Szczególnie faworyzowany do gry jako defensywny pomocnik był w sezonie 2005/06, przez Francesco Guidolina. W Monaco do 2010 Pérez rozegrał 181 meczów w Ligue 1. 31 sierpnia 2010 odszedł do włoskiej Bologny.
W reprezentacji Urugwaju gra od 2001. W 2004 zdobył brązowy medal w rozgrywkach Copa América.